# Samsung SGH-F210
Samsung SGH-F210 là điện thoại di động sản xuất bởi Samsung Electronics.

## Phản hồi
Trusted Reviews đánh giá nó 7/10, phê bình kích thước màn hình nhỏ., The Register cho nó 73%, bày tỏ sự nhầm lẫn về việc liệu nó là một điện thoại hoặc máy nghe nhạc MP3, và Pocket Lint đánh giá 3.5/5.

## Liên kết
- Samsung SGH-F210 thông số và tính năng tại Samsung Mobile Lưu trữ ngày 21 tháng 4 năm 2009 tại Wayback Machine